# Žabokreky
Žabokreky (Hongaars: Zsámbokrét) is een Slowaakse gemeente in de regio Žilina, en maakt deel uit van het district Martin.
Žabokreky telt 1.182 inwoners.

## Foto's

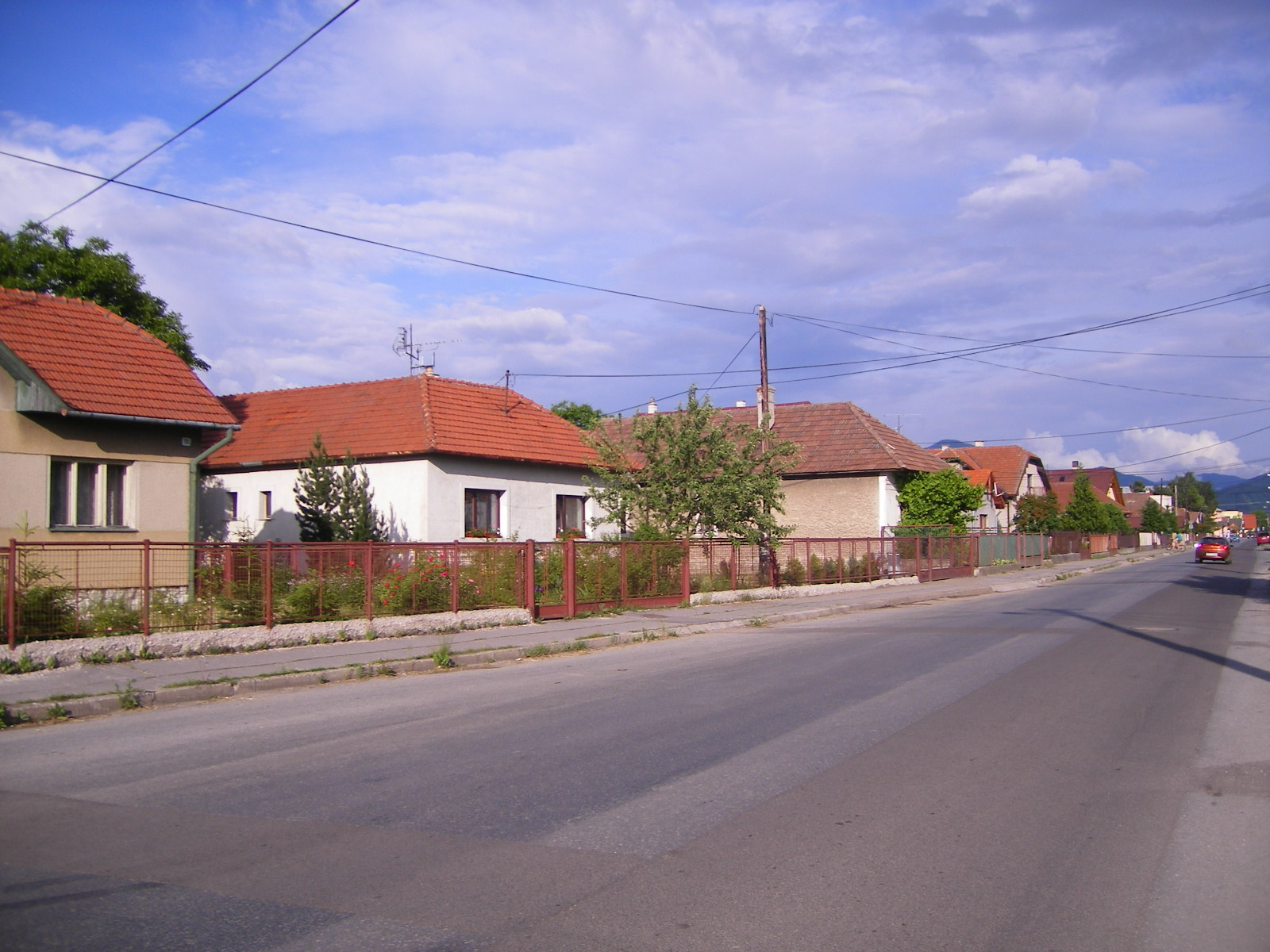
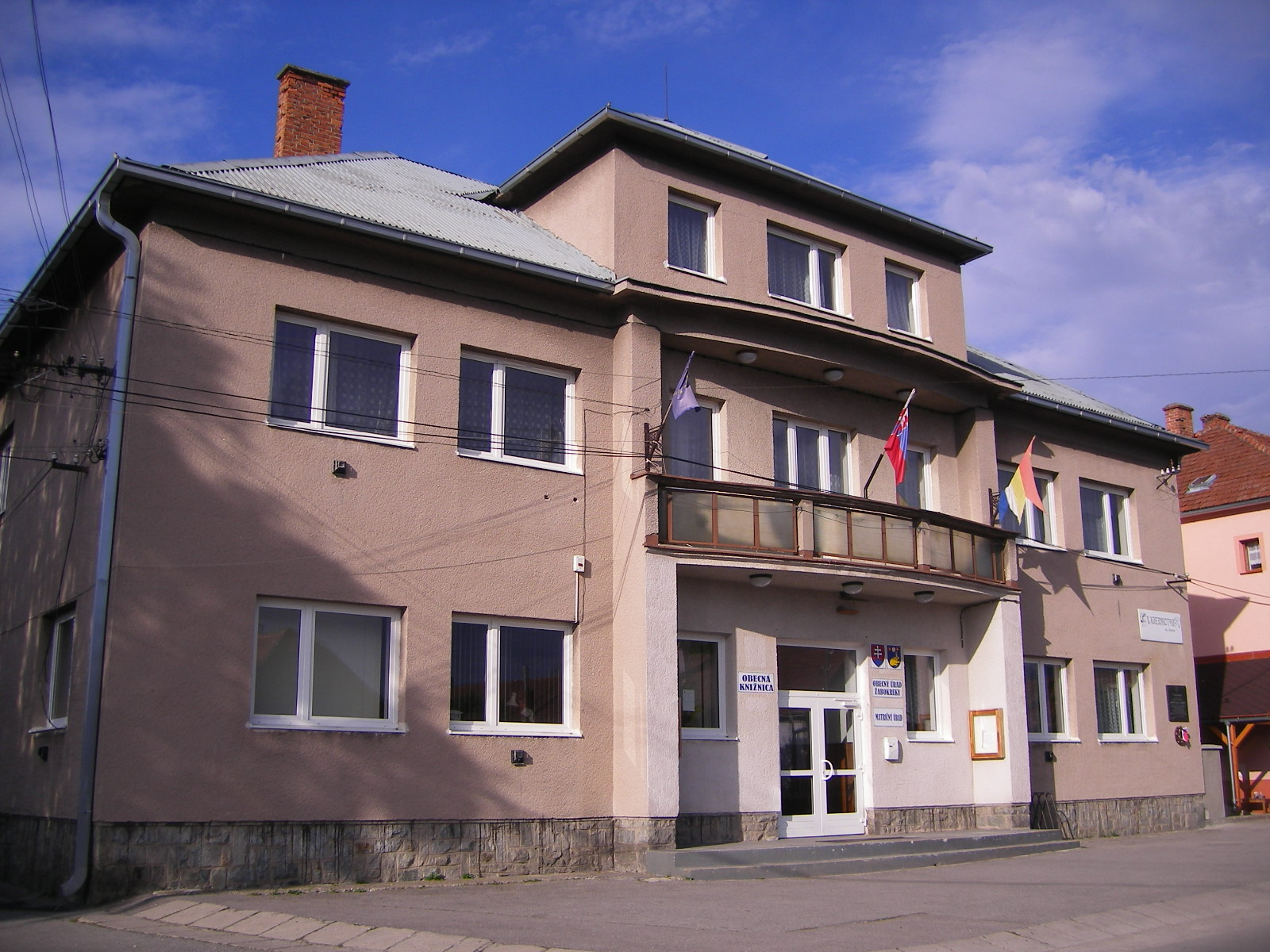
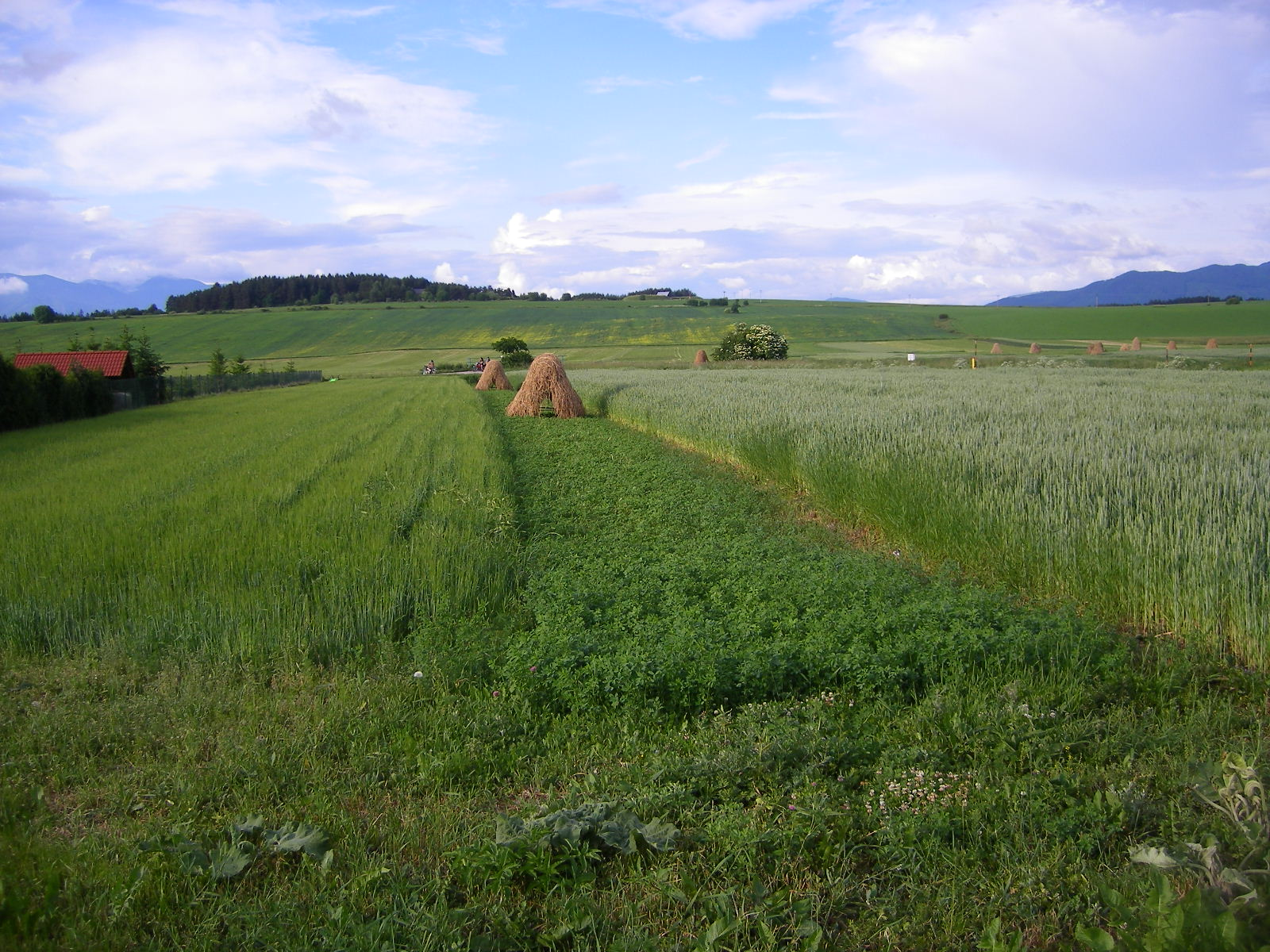